# Conilurus
Conilurus là một chi động vật có vú trong họ Muridae, bộ Gặm nhấm. Chi này được Ogilby miêu tả năm 1838. Loài điển hình của chi này là Conylurus constructor Ogilby, 1837 (= Hapalotis albipes Lichtenstein, 1829).

## Các loài
Chi này gồm các loài: